# مروان صواف
مروان الصوَّاف (ولد 1368هـ/ 1948م) كاتب وإعلامي سوري ومقدِّم برامج ثقافية، اشتَهَر بحواراته الجادَّة، وبثقافته الواسعة ولغته الفصيحة الناصعة، عمل في الصحافة المقروءة والمسموعة والمرئية.

## سيرته
ولد مروان بن محمود بن ديب بن محيي الدين بن عبد الغني بن محمد الصواف في دمشق، عام 1368هـ/ 1948م، لأسرة ثقافية فنية، فوالده محمود الصواف من قدماء الصحفيين السوريين، وروَّاد المسرح السوري. وأسرة الصواف في حيِّ الميدان بدمشق من الأسر القديمة الشهيرة، قَدِمَ أجدادهم من المَوصِل في العراق إلى مِنطَقة القلمون، ثم استقروا بدمشق قبل دخول العثمانيين إليها.
شارك في شبابه هاويًا في المسرح السوري. وانتسب إلى كلية الصِّحافة والإعلام بجامعة دمشق أولَ افتتاحها، فكان من طلاب الدفعة الأولى فيها. ثم عمل صحفيًّا في جريدة الثورة، فمقدمًا للبرامج الإذاعية، إلى أن انتقل إلى العمل في التلفزة السورية. وقد عمل في التلفزيون السوري سنوات ثم انتقل إلى قناة الشارقة الفضائية. اشتَهَر على ساحة الإعلام السوري ثم العربي باجتهاده وثقافته الواسعة وحواراته المميَّزة.
وكان من المذيعين القلَّة الذين يخاطبون الجمهور دون ورق، فلقِّب بـ (ملك الارتجال). أغلبُ برامجه حوارية ثقافية تهتم بالأدب والفكر والشعر والمسرح والسينما والدراما. حاور العديد من الشخصيات السورية والعربية المعروفة مثل: نزار قباني، عمر أبو ريشة، نجيب محفوظ، أسامة أنور عكاشة، يوسف إدريس، نعمان عاشور، نهاد قلعي، ياسر العظمة، صباح فخري، وديع الصافي، فهد بلان، عمر الشريف، رفيق السبيعي، دريد لحام، صلاح السعدني، فاتن حمامة، سمير غانم، ثناء دبسي، مصطفى البرغوثي، مارسيل خليفة، محمد منير، علي الحجَّار، جوليا بطرس، يارا صبري، أمل عرفة وغيرهم.
وله مقالات في مجلة الرافد الإماراتية.

## برامجه
قدَّم الكثير من البرامج أهمها: 
- مجلة التلفزيون.
- نقطة على الحرف.
- أوراق الثلاثاء.
- إذا غنَّى القمر.
- بساط الريح.
- أيام عالبال.
- أوراق ملوَّنة.
- القنال 7.
- محضر الساعة العاشرة.
- وجهة نظر.

## وصلات خارجية
- مروان الصواف ملك ارتجال يتحدى شاعر كبير نزار قباني أمام جمهوره
- مروان صواف يستعرض مسيرة التلفزيون
- حوار مع الشاعر نزار قباني - حاوره مروان الصواف
- حوار مع الأديب نجيب محفوظ 1993 - حاوره مروان الصواف
- حوار مع الفنان ياسر العظمة - حاوره مروان الصواف (أيام عالبال)
- حوار مع الدكتور مصطفى البرغوثي - حاوره مروان الصواف (الملتقى العربي)
- حوار مع الفنان صباح فخري - حاوره مروان الصواف
- حوار مع الفنان وديع الصافي - حاوره مروان الصواف
- حوار مع الفنان صلاح السعدني - حاوره مروان الصواف
- حوار مع الفنان دريد لحَّام - حاوره مروان الصواف
- حوار مع الفنانة فاتن حمامة - حاورها مروان الصواف
- حوار مع الفنان مارسيل خليفة - حاوره مروان الصواف
- حوار مع الفنان سمير غانم - حاوره مروان الصواف
- حوار مع الفنان علي الحجَّار - حاوره مروان الصواف
- حوار مع الفنانة جوليا بطرس - حاورها مروان الصواف